# آروس گیولبوداغیان
آروس گیولبوداغیان (ارمنی: Արուսյակ Գյուլբուդաղյան؛ زادهٔ ۱۵ ژانویهٔ ۱۹۷۹) شیرجه‌رو  زن در رشته اهل ارمنستان است.